# شیونگمای
شیونگمای (به لاتین: Xungmai) یک منطقهٔ مسکونی در جمهوری خلق چین است که در منطقه خودمختار تبت واقع شده‌است. شیونگمای
- نفر جمعیت دارد.